# Totomoxtla, Puebla
Totomoxtla är en ort i Mexiko.   Den ligger i kommunen Cuautempan och delstaten Puebla, i den sydöstra delen av landet, 150 km öster om huvudstaden Mexico City. Totomoxtla ligger 1 272 meter över havet och antalet invånare är 682.
Terrängen runt Totomoxtla är kuperad åt nordväst, men åt sydost är den bergig. Totomoxtla ligger nere i en dal. Runt Totomoxtla är det ganska tätbefolkat, med 70 invånare per kvadratkilometer. Närmaste större samhälle är Zacatlán, 15,8 km väster om Totomoxtla. I omgivningarna runt Totomoxtla växer i huvudsak blandskog.